# Badwater Ultramarathon
La Ultramaratón Badwater es una carrera a pie celebrada cada mes de julio en California, Estados Unidos, con salida en la Cuenca Badwater y llegada en el Monte Whitney. Autoproclamada "la carrera más dura del mundo", su dificultad extrema se debe a una combinación de varios factores. En primer lugar, el recorrido actual tiene una distancia total de 217 km; en segundo lugar, la salida y la llegada son respectivamente los puntos geográficos más bajo y más alto de Estados Unidos (excluyendo Alaska y Hawái), lo que obliga a los corredores a una ascensión acumulativa de más de 4000 metros; finalmente, gran parte de la carrera transcurre por el desierto del Valle de la Muerte, donde la temperatura diurna puede llegar a los 49 °C a la sombra. Debido a esto, muy pocos corredores son capaces de alcanzar la línea de meta.

## Recorrido
Originalmente, esta maratón conectaba los puntos geográficos más bajo y más alto de los Estados Unidos contiguos (es decir, excluyendo Alaska y Hawái): la cuenca Badwater, 85 m bajo el nivel del mar, y la cima del monte Whitney, de 4421 m. La distancia en línea recta entre ambos puntos es de apenas 130 km, pero la ruta se alargaba hasta los 234 km debido a los rodeos necesarios para evitar valles y montañas. Además, la cima del monte Whitney se encuentra a unos 18 km de la carretera asfaltada más cercana, con lo que los participantes que llegaban al final habían de volver a recorrer este trecho. Esto elevaba la distancia total que se recorre hasta los 252 km (equivalente a casi seis maratones seguidas). Finalmente, la ruta cruzaba dos cordilleras, con un ascenso acumulativo de 5800 m. 
En la actualidad, el Servicio Forestal de los Estados Unidos no permite competiciones deportivas en el área forestal del monte Whitney, con lo que la meta se ha situado en el Portal de Whitney (el final de la carretera asfaltada), con una distancia total de 217 km y 4.000 m de ascenso acumulativo. No obstante, muchos de los participantes optan por seguir la tradición y completan la ascensión hasta la cima de manera independiente a la organización de la carrera.

## Primeros años
Los primeros individuos en completar la travesía de Badwater a Whitney (a través de las peligrosas llanuras de sal del Valle de la Muerte) fueron Stan Rodefer y Jim Burnworth (procedentes de San Diego, California) en 1960. Al Arnold fue el primero en intentar completar la ruta actual en 1974, pero abandonó a los 29 km. debido a una deshidratación severa. Tras entrenar en una sauna para aclimatarse al calor del desierto, lo volvió a intentar al año siguiente, pero una lesión de rodilla le hizo abandonar tras 80 km. Nuevas lesiones le impidieron intentarlo de nuevo en 1976. Finalmente, pudo completar el recorrido en 1977, coronando el monte Whitney 80 horas después de salir de Badwater. Desde entonces, Arnold solo ha regresado al trayecto para recibir una conmemoración especial.
La segunda travesía Badwater-Whitney tuvo lugar en 1981, por parte de Jay Birmingham. No fue hasta 1987 que la travesía se convirtió en una carrera organizada oficial. En ese primer año, solo cinco corredores tomaron la salida. Durante las primeras ediciones, no se especificaba ninguna ruta entre Badwater y Whitney, y los participantes seguían la que les parecía más efectiva. Adrian Crane, uno de los participantes en la primera edición, llegó a usar esquís para atravesar las llanuras de sal de Badwater.

## AdventureCORPS Badwater Ultramarathon
En la actualidad, AdventureCORPS es la entidad organizadora de la carrera entre Badwater y el Portal de Whitney. El recorrido está totalmente especificado, y la carrera tiene lugar cada año. Solo un número limitado de corredores pueden tomar parte (todos ellos seleccionados directamente por los organizadores de entre los interesados) y normalmente hay muchos más interesados de los que es posible aceptar. En las ediciones más recientes han tomado la salida entre 70 y 80 corredores, de los que entre 15 y 30 se ven forzados a abandonar antes de llegar a la meta. Al contrario que en las primeras ediciones, no se permiten salidas a última hora de la tarde (las cuales permiten a los corredores beneficiarse de temperaturas más bajas durante la noche) y el consumo de fluidos por vía intravenosa descalifica automáticamente a un corredor. 
La organización no facilita ningún tipo de ayuda ni avituallamiento. Cada participante es responsable de organizar su propio equipo, que le sigue en un vehículo y le facilita todo lo que pueda necesitar, incluyendo agua, hielo, comida, material deportivo, compañía y primeros auxilios. Los corredores que completan el recorrido en menos de 60 horas reciben una medalla conmemorativa; aquellos que tardan menos de 48 horas reciben una hebilla para el cinturón. No hay ningún premio en metálico para el ganador.
El récord para el recorrido de 234 km. lo estableció Marshall Ulrich en 1991, con una marca de 33 horas y 54 minutos. Para el recorrido de actual de 217 km, el récord masculino es de 22 horas, 51 minutos, 29 segundos (Valmir Nunes), y el femenino de 26 horas, 16 minutos, 12 segundos (Jamie Donalson). El ganador de la edición  de 2011 fue el mexicano Oswaldo López.